# Camp Evans
Camp Evans est un district historique américain comprenant d'anciennes installations militaires situées à Wall Township dans le New Jersey.

## Premières utilisations

### Belmar Receiving Station
La Belmar Receiving Station est une station créée par la Marconi Wireless Telegraph Company of America (en) (American Marconi) près de Belmar pour correspondre avec une station de New Brunswick. Elle comprend une ligne en bronze d'un mile (1,6 km) alimentant une antenne composée de six mats de 120 mètres de haut et trois tours 45 mètres le long de la Shark River (en). Elle émet alors des messages en morse via la ligne du télégraphe de la Belmar Station vers la station de New Brunswick, également reliée à New York par le télégraphe. Les bâtiments originaux de la station sont construits entre 1912 et 1914 par J. G. White Engineering Corp. Ils font partie de la ceinture de télégraphie sans fil de Guglielmo Marconi.
En avril 1917, la station de Belmar est sasie[Quoi ?] par la United States Navy pour intégrer son système de communication transatlantique durant la Première Guerre mondiale. Elle permet le maintien des communications entre l'Europe et l'Amérique durant la guerre. Après l'armistice, la station est rendue à American Marconi qui devient une propriété de Radio Corporation of America (RCA) en 1919. RCA la conserve jusqu'en 1924,.

### Ku Klux Klan, université et laboratoire
Radio Corporation of America vend le site au Monmouth County Pleasure Seekers Club, qui reste propriétaire du site de 1925 à 1935. Le club est proche de Arthur Hornbui Bell (en) et du Ku Klux Klan, à tel point que le site est qualifié de « resort d'été du Klan » par le New York Times. Si le projet de camp d'été du Klan ne s'est peut-être jamais réalisé, la station de Belmar devient bien le quartier général du Klan dans le New Jersey.

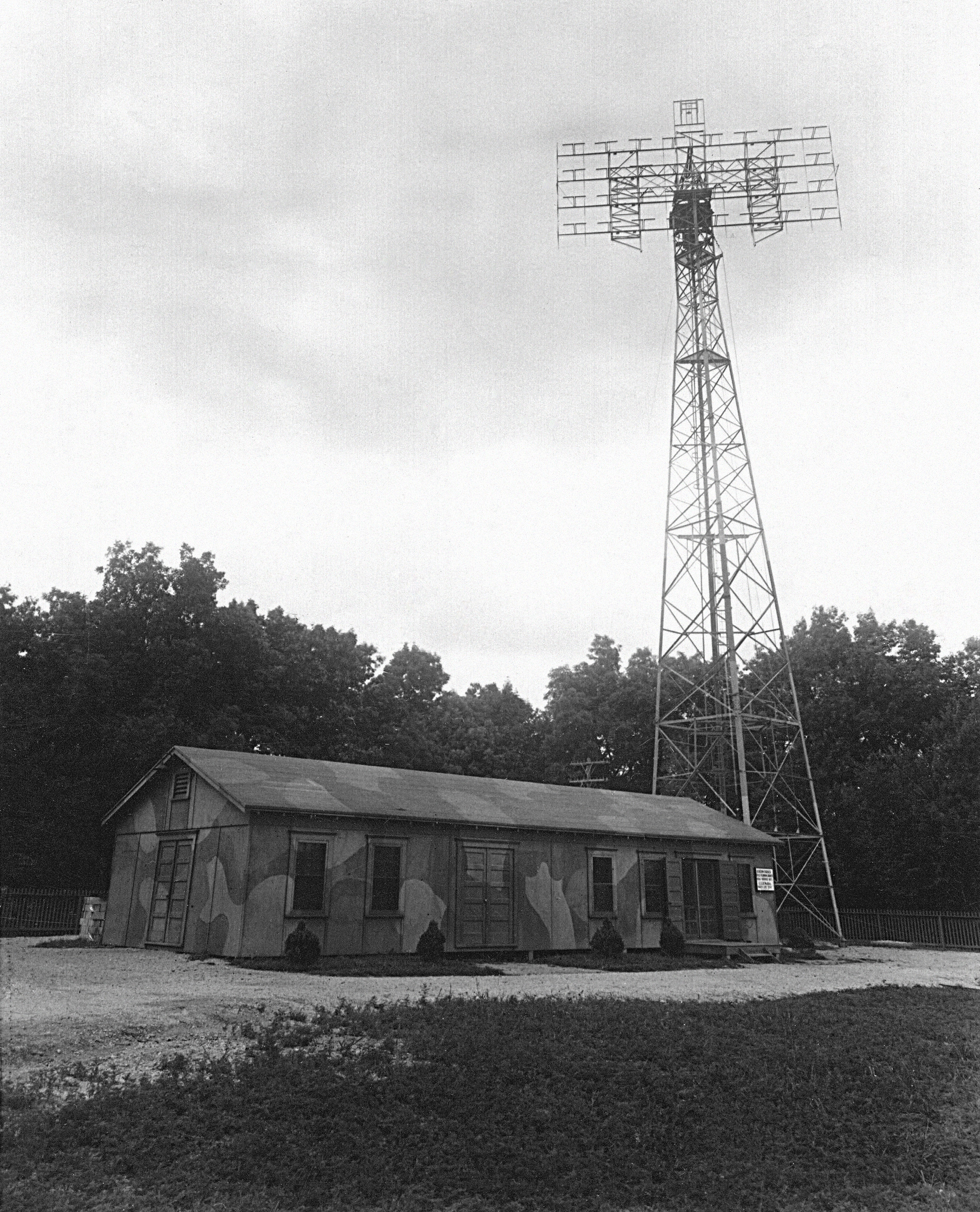
L'un des SCR-271 du laboratoire Evans.

La station de Belmar est rachetée par l'association des jeunes pour la propagation de l'Évangile (Young People's Association for the Propagation of the Gospel) en 1936. En septembre 1938, The King's College ouvre un camp à Belmar, avec 67 étudiants et une dizaine d'enseignants. L'école occupe la totalité des bâtiments de la station mais elle finit par déménager, ne remplissant pas les conditions pour obtenir le statut d'université dans le New Jersey.
À la fin des années 1930, le laboratoire des Signal Corps de Fort Hancock utilise les installations de Belmar Station pour comparer les radars américains au CH et CHL britanniques. En 1941, le township de Wall acquiert la station et les 93 acres (38 ha) l'entourant pour accueillir le laboratoire de Fort Hancock, qui est renommé Evans Signal Laboratory. Une vingtaine de bâtiments sont rapidement construits au sud et à l'ouest des anciens édifices Marconi, dont deux chaufferies, quatre bâtiments rectangulaires d'un étage et deux groupes d'abris-antennes radios. Deux modèles de radars SCR-271 sont installés à l'intersection de Monmouth Boulevard et Watson Road.

## Le Camp Evans

### Seconde Guerre mondiale
Le camp est créé par un ordre général du département de la Guerre des États-Unis du 17 février 1942. Il est nommé le 31 mars suivant, en l'honneur de Paul Wesley Evans qui dirigea le 101e bataillon des Signal Corps durant la Première Guerre mondiale.
Le laboratoire des Signal Corps du Camp Evans utilise des tubes VT-158, développés par Harold A. Zahl (en), pour adapter les SCR-268 aux navires à piquet radar. C'est dans le laboratoire que sont modifiés les SCR-268 en SCR-602 pour détecter les kamikazes japonais et testés les SCR-584 et l'identification friend or foe. Le laboratoire est également responsable du développement des radars militaires par des entreprises privées (notamment General Electric et Bendix Corporation).
Outre le laboratoire des Signal Corps, le camp compte également le laboratoire de standardisation commun à la United States Army et à la Navy (Joint Army-Navy Tube Standardization Laboratory). Les premières expérimentations concernant les radars de mortier et d'artillerie ennemie s'y déroulent en 1944. À la fin de la Seconde Guerre mondiale, Camp Evans comprend 134 bâtiments et structures sur 217 acres (88 ha), dont la branche météorologique des Signal Corps.

### Guerre froide

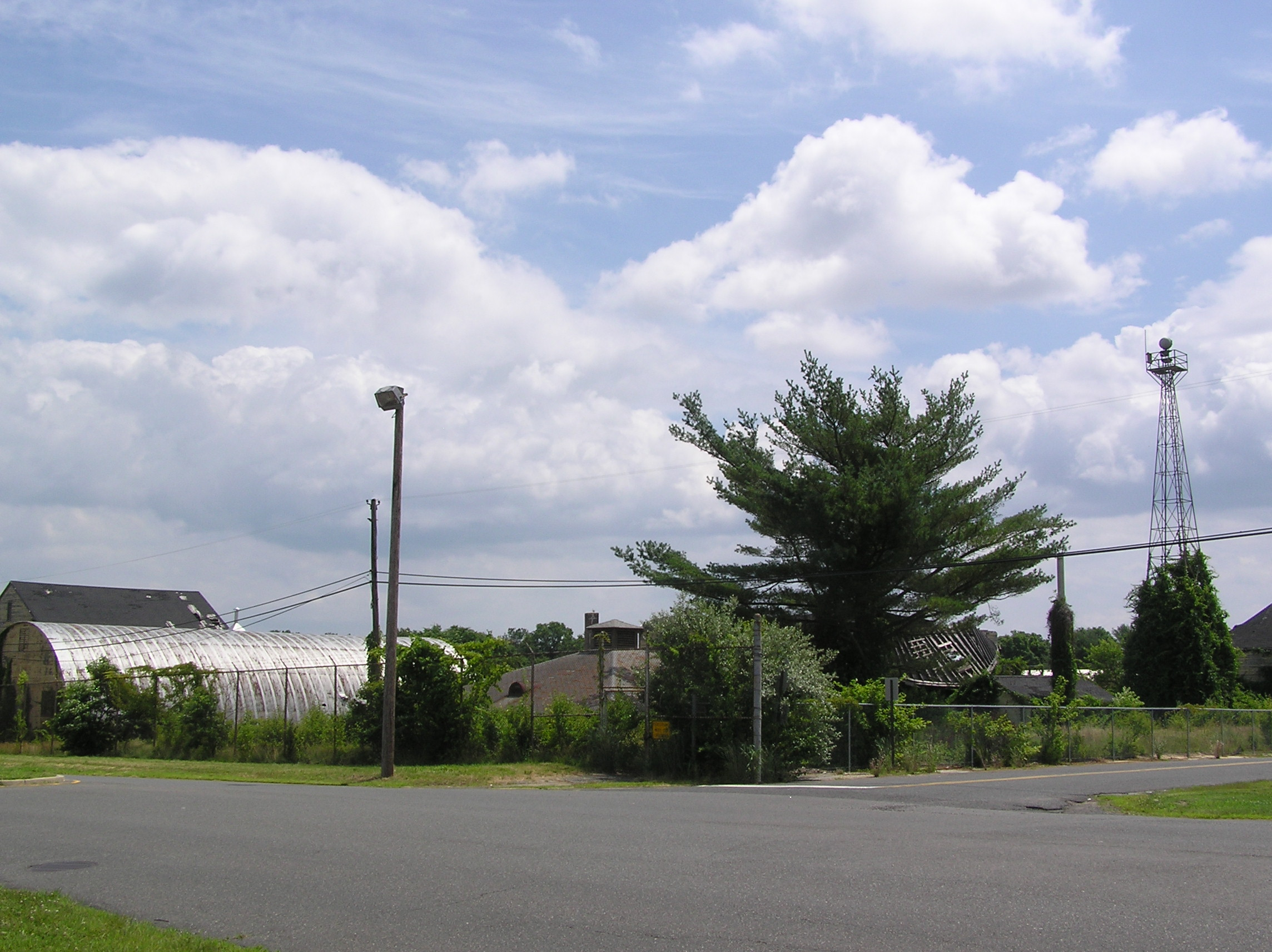
D'anciennes installations du Camp Evans.

Après la Seconde Guerre mondiale, le laboratoire devient le point de rencontre de nombreux scientifiques allemands, dont Wernher von Braun et Erich Traub dans le cadre de l'opération Paperclip. Le camp emploie également plusieurs scientifiques afro-américains, à l'image de Walter McAfee (en) qui fut le premier à calculer la vitesse de la Lune dans le cadre du Projet Diana.
En 1952, le laboratoire de dosimétrie et radiation de l'armée (Army Radiation Dosimetry Laboratory) est créé dans le bâtiment 9401, qui possède une chambre souterraine, un générateur de Van de Graaff et des sources de calibrage AN/UDM-1A césium 137 et AN/UDM-1 cobalt 60. Le bâtiment est protégé par des murs anti-radiations. En 1953, le Camp Evans est suspecté d'être une « maison d'espions » par Joseph McCarthy, qui finit par visiter le site en octobre 1953. Si une cinquantaine de personnes sont poursuivies, aucune n'est condamnée.
Camp Evans fait partie de la Signal Radio Propagation Agency et développe le weather surveillance radar-57. En 1957, un rader construit dans le cadre du Projet Diane permet de tracer Spoutnik. En 1958, le laboratoire est renommé U.S. Army Signal Corps Research and Development Laboratory. Une antenne du site est utilisée par la NASA pour recevoir des images de TIROS-1 en 1960. Le laboratoire photo-optique de l'armée ouvre au Camp Evans en 1963. En 1973, le Deal Test Site (en) est transféré de Deal au Camp Evans.

## Fermeture et sauvegarde

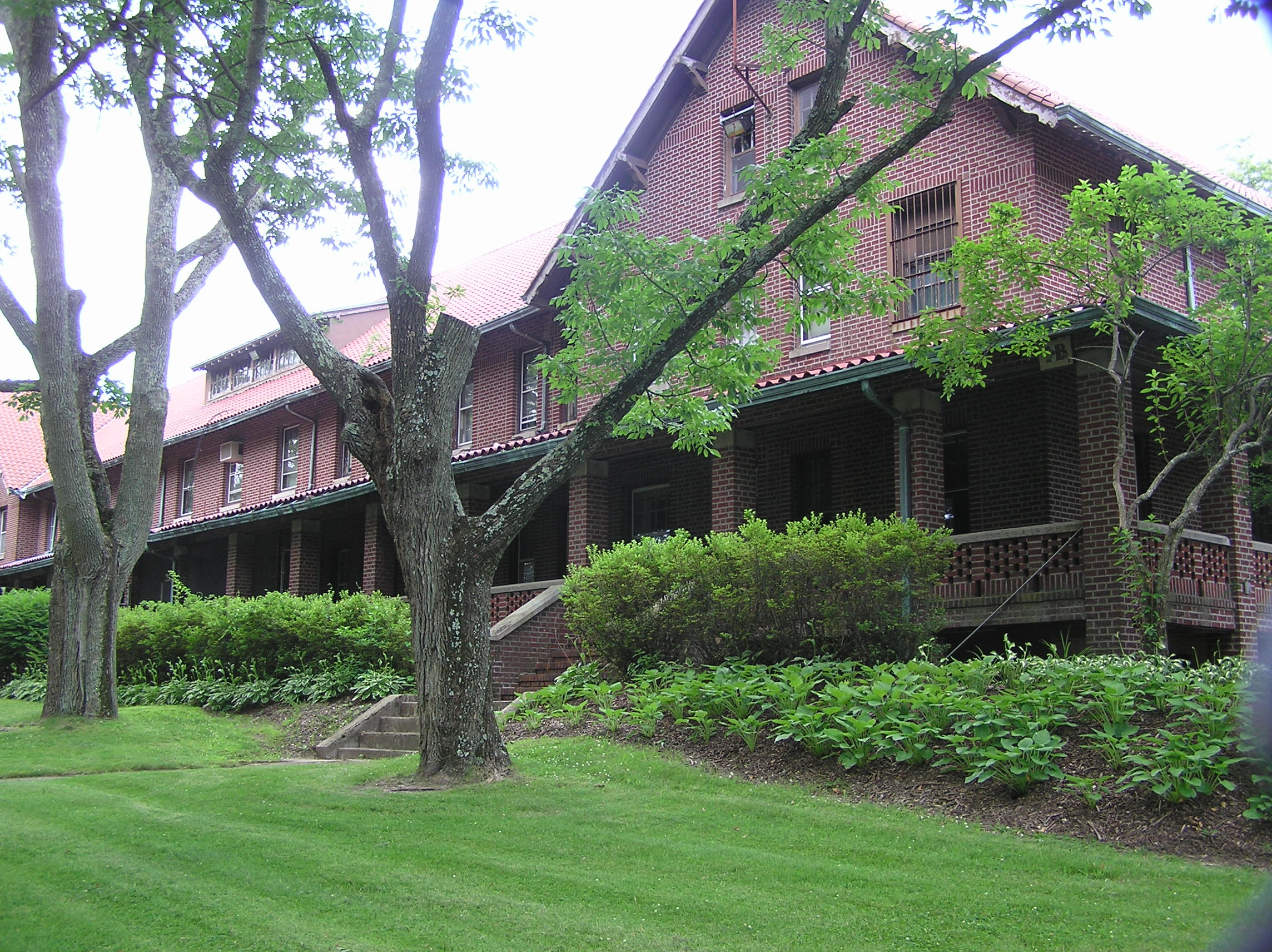
Le musée d'InfoAge.

À la fin de la Guerre froide, la commission de 1993 sur le réalignement et la fermeture des bases acte la fermeture du Camp Evans. Le laboratoire de dosimétrie et radiation de l'armée ferme effectivement en 1999. Les unités du camp Evans sont transférées au poste principal du Fort Monmouth (en). Le site devient une propriété du National Park Service. Le Brookdale Community College (en) y ouvre un campus, le Brookdale Campus at Wall.
L'ancien Camp Evans accueille aujourd'hui[Quand ?] l’Information Age Learning Center (InfoAge), une association visant à promouvoir la science et l'histoire du site. Elle occupe la trentaine de bâtiments restants sur 27 acres (11 ha). En 2010, le site devient la propriété du township de Wall qui participe à sa restauration. Les bâtiments réhabilités accueillent un musée et des expositions d'InfoAge.
Le 26 mars 2002, le district historique de Camp Evans (Camp Evans Historic District) est inscrit au Registre national des lieux historiques. Dix ans plus tard, le 16 octobre 2012, Camp Evans est désigné National Historic Landmark pour son importance durant la Seconde Guerre mondiale.